# Spilosoma nigrostriata
Spilosoma nigrostriata är en fjärilsart som beskrevs av Karl Schawerda 1910. Spilosoma nigrostriata ingår i släktet Spilosoma och familjen björnspinnare. Inga underarter finns listade i Catalogue of Life.